# Municipio de Acuamanala de Miguel Hidalgo
El municipio de Acuamanala de Miguel Hidalgo es uno de los 60 municipios del estado de Tlaxcala y se ubica en las faldas del volcán de la Malinche al sur del estado mexicano. Su cabecera es la localidad de Acuamanala de Miguel Hidalgo.
Ubicado en el Altiplano central mexicano a 2,300 metros sobre el nivel del mar, el municipio de Acuamanala de Miguel Hidalgo se sitúa en un eje de coordenadas geográficas entre los 19°13′ latitud norte y 98°12′ longitud oeste.
Fue fundado como municipio libre el 9 de septiembre de 1834.
También se identifica por ser el municipio de donde surgen los estilistas, además de la elaboración del pipián. De esta forma, en las fiestas patronales dedicada a San Antonio de Padua.
En la localidad hay 885 hombres y 940 mujeres. El ratio mujeres/hombres es de 1,062, y el índice de fecundidad es de 2.40 hijos por mujer. Del total de la población, el 13,15% proviene de fuera del Estado de Tlaxcala. El 2,68% de la población es analfabeta (el 1,36% de los hombres y el 3,94% de las mujeres). El grado de escolaridad es del 8.94 (9.18 en hombres y 8.73 en mujeres).
Variaciones de población en Acuamanala desde 2005En el año 2005, en Acuamanala había 1552 habitantes. Es decir, ahora hay 273 personas más (una variación de 17,59%). De ellas, hay 135 hombres más (una variación de 18,00%), y 138 mujeres más (una variación de 17,21%).

## Estructura social
Derecho a atención médica por el seguro social, tienen 2122 habitantes de Acuamanala de Miguel Hidalgo.

## Estructura económica
En Acuamanala de Miguel Hidalgo hay un total de 1080 hogares.
De estos 1053 viviendas, 40 tienen piso de tierra y unos 36 consisten de una habitación solo.
959 de todas las viviendas tienen instalaciones sanitarias, 1025 son conectadas al servicio público, 1021 tienen acceso a la luz eléctrica.
La estructura económica permite a 85 viviendas tener una computadora, a 429 tener una lavadora y 999 tienen televisión.
Educación escolar en Acuamanala de Miguel Hidalgo
Aparte de que hay 168 analfabetos de 15 y más años, 38 de los jóvenes entre 6 y 14 años no asisten a la escuela.
De la población a partir de los 15 años 159 no tienen ninguna escolaridad, 1152 tienen una escolaridad incompleta. 1213 tienen una escolaridad básica y 679 cuentan con una educación post-básica.
Un total de 412 de la generación de jóvenes entre 15 y 24 años de edad han asistido a la escuela, la mediana escolaridad entre la población es de 8 años.

## Ubicación geográfica
Cuenta con una extensión territorial de 42.480 km², a una altitud media de 2,300 m s. n. m.
Colinda al norte con Teolocholco; al este con San Pablo del Monte, al Sur con Mazatecochco de José María Morelos, Papalotla de Xicoténcatl y Santa Cruz Quilehtla; y al oeste con Tepeyanco.

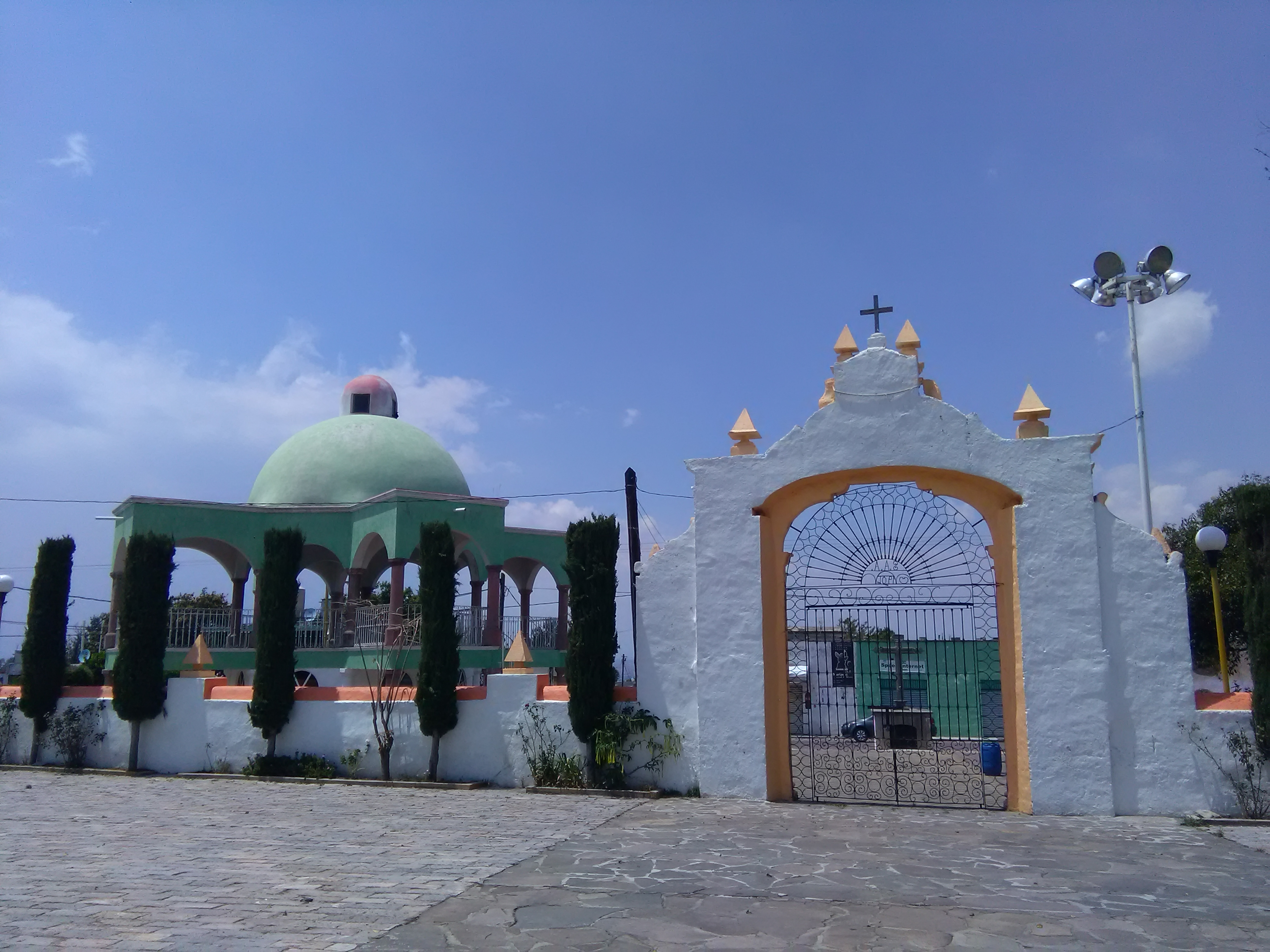
- Atrio de la Parroquia y vista al parque

Toponimia
El vocablo Acuamanala proviene del náhuatl y se integra con la raíz de atl que significa agua, además con cua de cualli que quiere decir bueno, así como de amanalli que refiere un depósito o recipiente. De este modo Acuamanala significa: "recipiente o lugar del depósito de agua buena".
Hidrografía 
Los recursos hidrográficos del municipio son solamente arroyos con caudal en época de lluvias, mantos freáticos y algunas norias de poca profundidad con mantos acuíferos todo el año.
Extensión
De acuerdo con la información del Instituto Nacional de Estadística, Geografía e Informática, el municipio de Acuamanala comprende una superficie de 14.96 kilómetros cuadrados, lo que representa el 0.37.5% del total del territorio estatal, el cual asciende a 3,991.14 kilómetros cuadrados.

## Localidades
Localiesdaditud oeste.
El municipio cuenta con 4 comunidades, las cuales son: Acuamanala Centro, Guadalupe Hidalgo, La Concepción Chimalpa y Olextla de Juárez